# Julia exquisita
Julia exquisita är en snäckart som beskrevs av Gould 1862. Julia exquisita ingår i släktet Julia och familjen Juliidae. Inga underarter finns listade i Catalogue of Life.